# Odontolabis mollenkampi
Odontolabis mollenkampi is een keversoort uit de familie vliegende herten (Lucanidae). De wetenschappelijke naam van de soort is voor het eerst geldig gepubliceerd in 1898 door Fruhstorfer.